# Prasinocyma rufistriga
Prasinocyma rufistriga là một loài bướm đêm trong họ Geometridae.